# Argentijnse marine

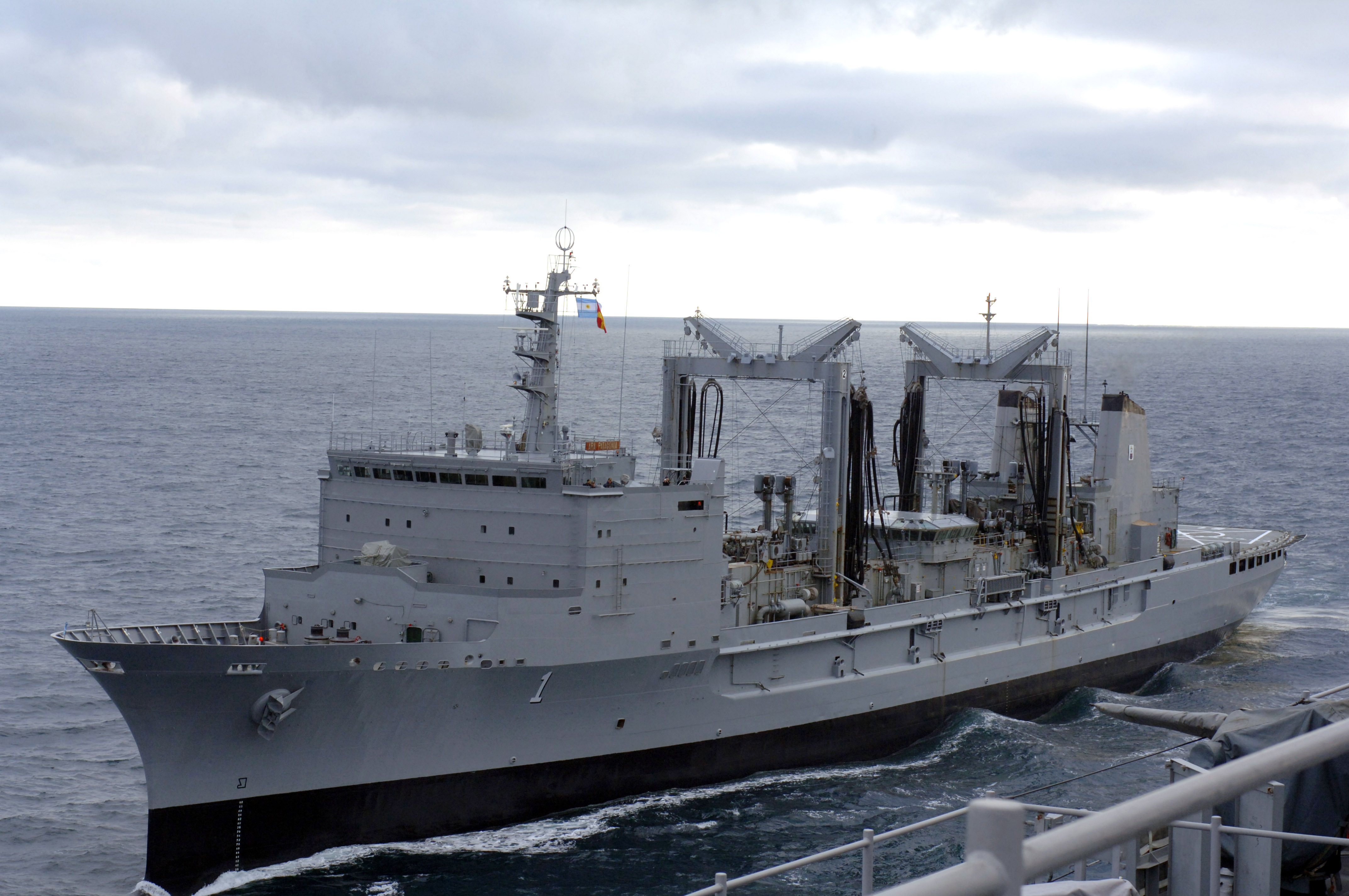
Het Argentijnse bevoorradingsschip ARA Patagonia op oefening (foto: mei 2007).

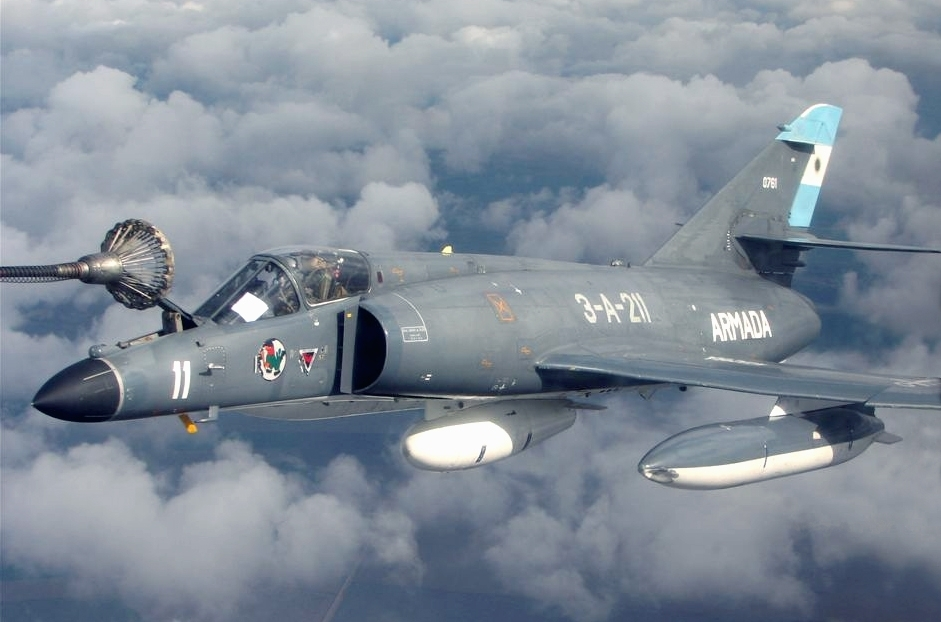
Een Super Etendard van de maritieme luchtmacht.

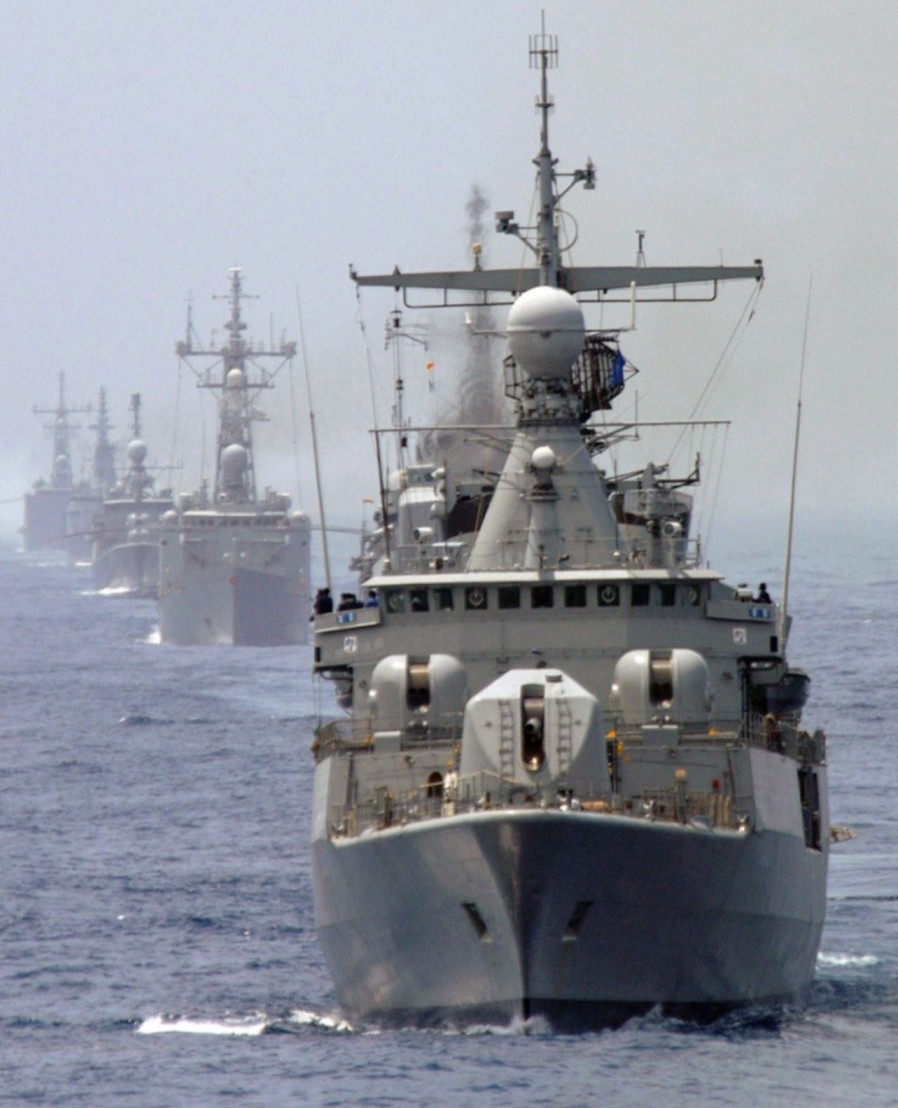
De MEKO-klasse torpedobootjagers.

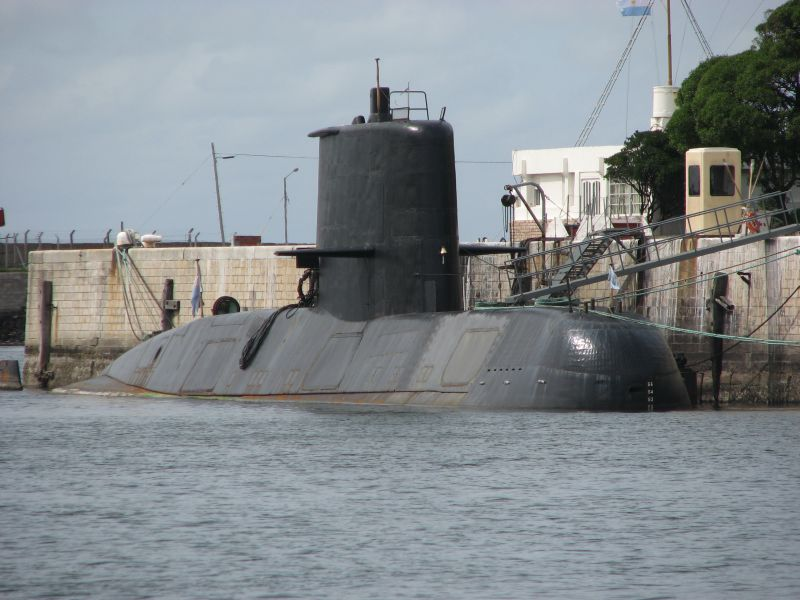
De onderzeeër ARA San Juan.

De Argentijnse marine (Spaans: Armada de la República Argentina, afkorting ARA) is de marine van de strijdkrachten van het Zuid-Amerikaanse land Argentinië. De naam van ieder schip van de marine wordt voorafgegaan met de letters ARA.

## Samenstelling

### Vaart
De Argentijnse vloot heeft haar hoofdkwartier op marinebasis Puerto Belgrano nabij Bahía Blanca en is verder opgedeeld in divisies naar scheepstype:
- Amfibisch commando: 2 T-42 torpedobootjagers, ondersteuningsschepen en amfibische transportvoertuigen,
- Korvet Eerste Divisie Commando: 3 A-69 korvetten,
- Korvet Tweede Divisie: 6 140 MEKO korvetten,
- Torpedobootjager Tweede Divisie: 4 360H2 MEKO torpedobootjagers, logistieke-, oceanografische-, hydrografische- en patrouilleschepen,
- Onderzeeërvloot (gestationeerd in Mar del Plata): 2 TR 1700-onderzeeërs, 1 209-1200 en 1 reddingsschip.

Verder heeft de marine ook de beschikking over de ARA Almirante Irízar. Deze ijsbreker kwam in 1978 bij de vloot en wordt gebruikt voor de bevoorrading van de bases op het Argentijnse deel van Antarctica. Het schip brandde in 2007 deels uit en sindsdien wordt het gerepareerd en gemoderniseerd.

### Maritieme luchtmacht
De maritieme luchtmacht van de Argentijnse marine (Spaans: Comando de la Aviación Naval Argentina, COAN) is naast Puero Belgrano gevestigd. De operationele vliegtuigen hiervan zijn:
| Vliegtuig                     | Oorsprong                     | Type                          | Variant                       | Aantal                        | Opmerking                                               |
| Maritiem verkenningsvliegtuig | Maritiem verkenningsvliegtuig | Maritiem verkenningsvliegtuig | Maritiem verkenningsvliegtuig | Maritiem verkenningsvliegtuig | Maritiem verkenningsvliegtuig                           |
| ----------------------------- | ----------------------------- | ----------------------------- | ----------------------------- | ----------------------------- | ------------------------------------------------------- |
| King Air                      | Verenigde Staten              | Maritieme verkenning          | 200                           | 4                             |                                                         |
| S-2                           | Verenigde Staten              | Maritieme verkenning          |                               | 2                             |                                                         |
| Transport                     |                               |                               |                               |                               |                                                         |
| King Air                      | Verenigde Staten              |                               | 200                           | 1                             | wordt vervangen door 2 Beechcraft TC-12B hurons in 2023 |
| PC-6                          | Zwitserland                   | Transport                     |                               | 1                             |                                                         |
| Helikopters                   |                               |                               |                               |                               |                                                         |
| Eurocopter AS555              | Frankrijk                     |                               |                               | 1                             |                                                         |
| S-61                          | Verenigde Staten              | ASW                           | S-61D-3                       | 4                             |                                                         |
| Lesvliegtuig                  |                               |                               |                               |                               |                                                         |
| T-34                          | Verenigde Staten              | Lesvliegtuig                  |                               | 10                            |                                                         |

De Argentijnse marineluchtvaartdienst beschikt ook over meerdere Dassault-Breguet Super Étendard vliegtuigen, waarvan 5 gemoderniseerde toestellen die in 2017 van Frankrijk gekocht zijn. Door een gebrek aan reserveonderdelen zijn deze echter niet operationeel.

## Geschiedenis
De Argentijnse marine werd volgend op de meirevolutie in 1810 in de toenmalige Spaanse kolonie opgericht. Vanaf 1814 ging de marine een belangrijke rol spelen in de Argentijnse Onafhankelijkheidsoorlog die Argentinië in 1818 losmaakte van Spanje. William Brown wordt gezien als de vader van de Argentijnse marine. Op het einde van de 19e eeuw werd ze gemoderniseerd.
Gedurende de beide wereldoorlogen bleef Argentinië neutraal. In de naoorlogse periode kwamen de maritieme luchtvaart en het korps mariniers onder direct bevel van de marine. Argentinië en Brazilië werden de enige Zuid-Amerikaanse landen met twee vliegdekschepen in dienst.
In de jaren 1960 en -70 was de marine betrokken bij incidenten met Russische vissersboten die Argentiniës territoriale wateren betraden. In 1966 werd zo'n boot beschoten nadat die escorte naar Mar del Plata weigerde.
De marine was ook betrokken bij alle militaire staatsgrepen die in de 20e eeuw plaatsgrepen in Argentinië. Ze speelde ook een sleutelrol bij de bezetting van de Falklandeilanden in 1982, maar waagde zich niet buiten de kust gedurende de daaropvolgende Falklandoorlog met het Verenigd Koninkrijk nadat die een schip, de kruiser ARA General Belgrano, had getorpedeerd. De maritieme luchtmacht speelde wel een grote rol tijdens het conflict door verschillende Britse schepen tot zinken te brengen. Ook vocht het Argentijnse korps mariniers mee tegen de Britten op de Falklandeilanden.
Na deze - verloren - oorlog werden alle nog uit de Tweede Wereldoorlog daterende torpedobootjagers uit vaart genomen en vervangen door de nieuwe Duitse MEKO-klassen. Ook beoogde men de aanschaf van zes nieuwe Duitse onderzeeërs, hoewel hier om economische redenen slechts twee van gebouwd werden.
In 1991 nam de Argentijnse marine met verschillende schepen deel aan de Golfoorlog.
In 1997 boette de marine in aan capaciteit toen haar enige amfibisch landingsschip uit dienst werd genomen. In 2000 volgde ook een van de vliegdekschepen dat eveneens niet werd vervangen. Argentijnse marinejachtvliegtuigen oefenen geregeld op Braziliaanse en Amerikaanse vliegdekschepen.